# Cicloturismo rurale

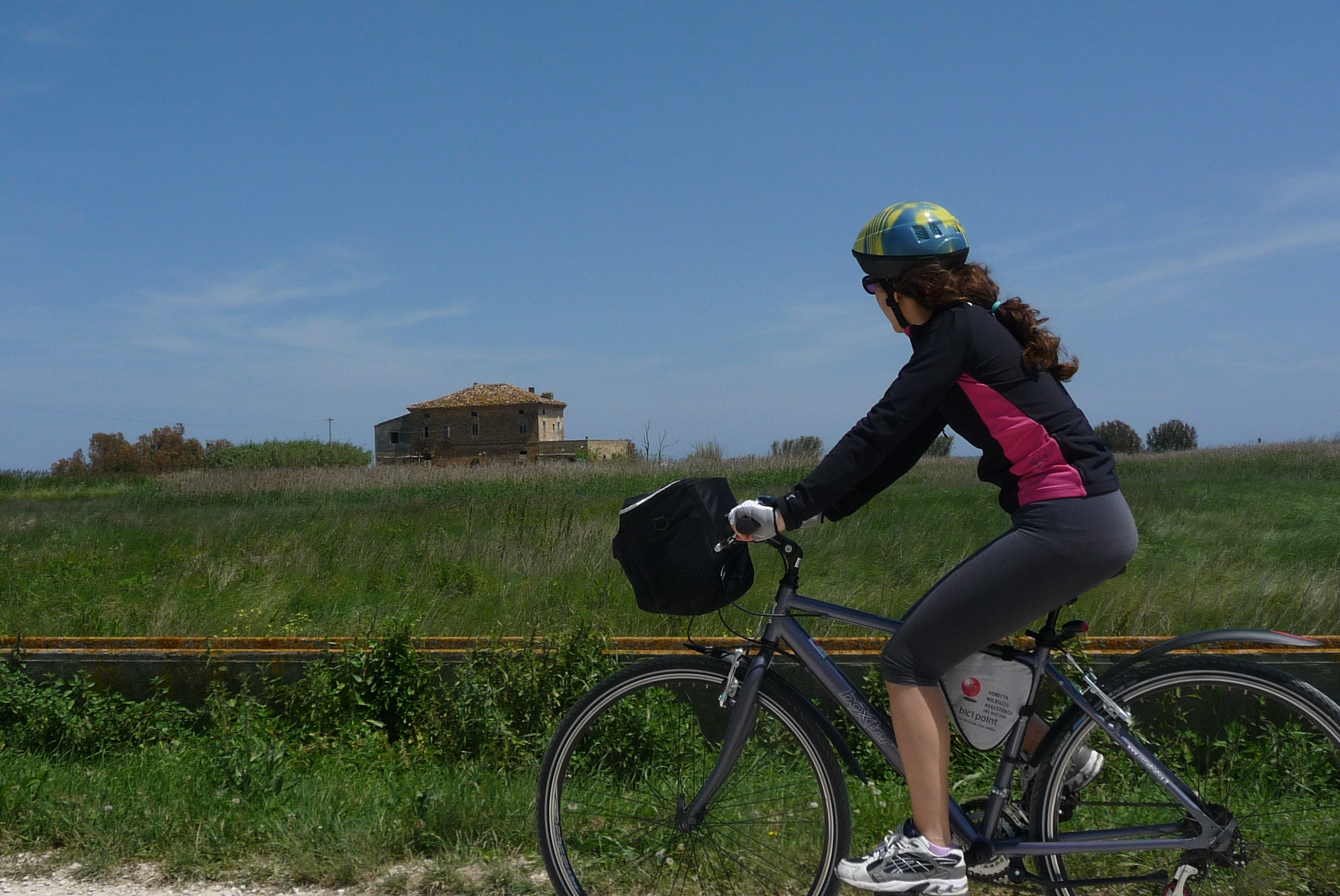
Cicloturismo su strade rurali

Il cicloturismo rurale è una branca del cicloturismo, praticato principalmente su percorsi fuoristrada.  Viene scelto da chi vuole avere un diretto contatto con la natura, lontano dalle automobili, magari su territori dove non sono presenti piste ciclabili. 
La bici più adatta è la mountain bike o comunque una bici adatta per i terreni non regolari. 
Il cicloturismo rurale può essere praticato anche a tappe di più giorni, facendo sosta magari negli agriturismi. 
Questo tipo di cicloturismo ben si associa alla visita di parchi e riserve naturali. 
A volte lo scopo non è puramente ricreativo ma avventuroso (desiderio di superare percorsi che presentano particolari difficoltà). 

## Itinerari

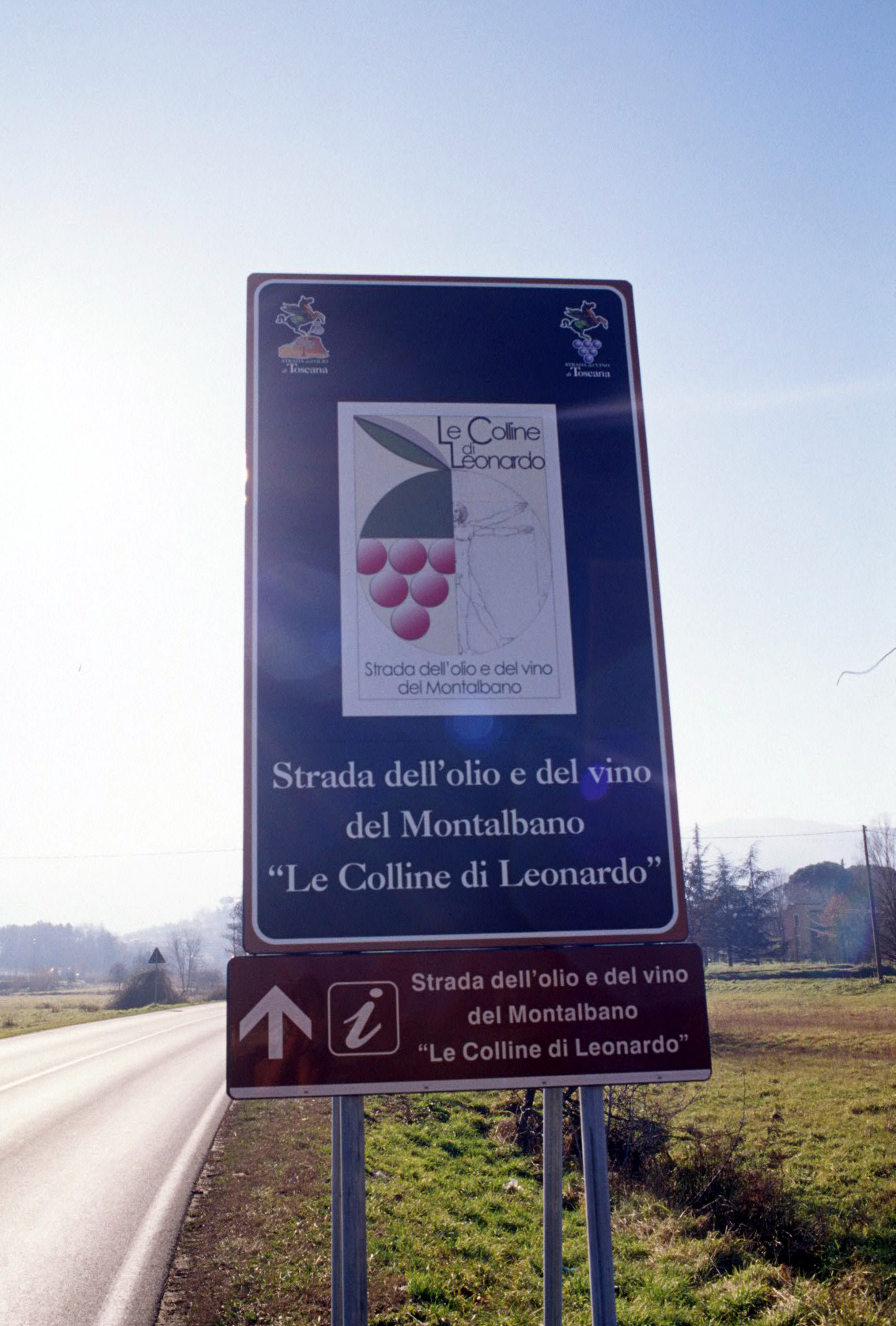
Strada dell'olio

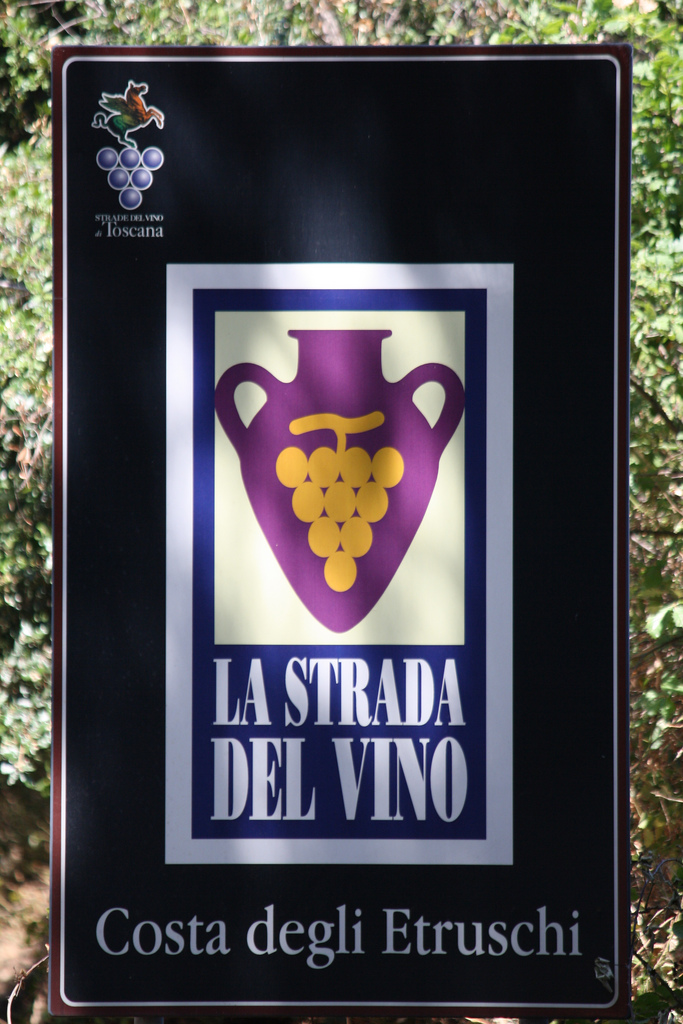
Strada del vino

Generalmente gli itinerari più appetibili sono quelli che presentano elementi territoriali caratteristici (turismo di territorio). 
A volte i percorsi seguono gli antichi itinerari religiosi e si abbinano al turismo religioso. 
Altre volte si seguono percorsi tematici ben segnalati come le strade dell'olio e le strade del vino.

### In Italia
In Italia ad esempio si sta cercando di rilanciare alcuni antichi e importanti itinerari come i tratturi della transumanza, un tempo percorsi dalle greggi e oggi caduti in disuso. Ma anche la Via Francigena può essere un percorso abbinabile al cicloturismo rurale.

### All'estero
Fuori d'Italia vi sono percorsi di lunga percorrenza; uno dei più famosi e frequentato è il Cammino di Santiago di Compostela, itinerario spesso su strade bianche a volte anche accidentate, da molti percorso in bici.